# ライター

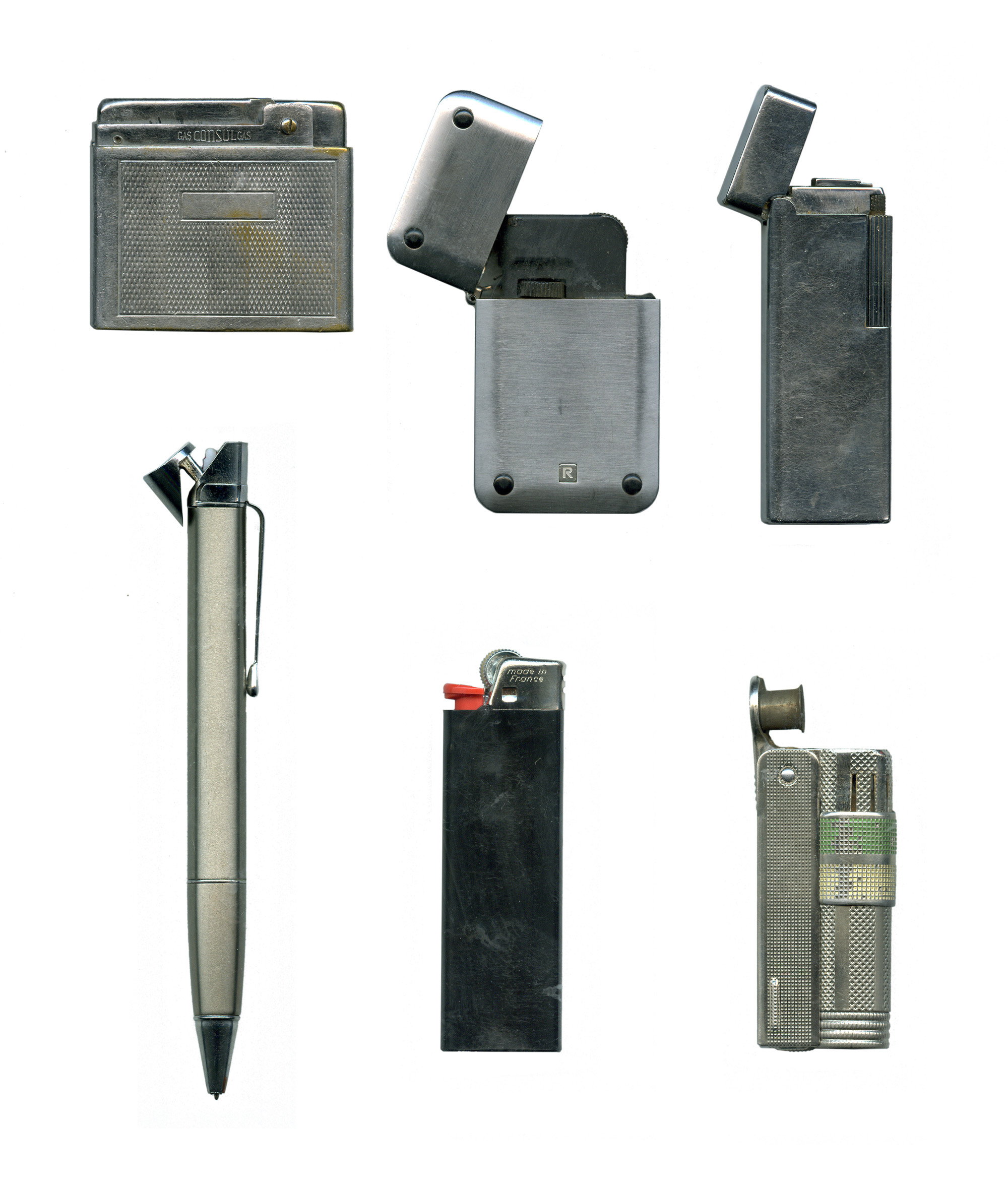
様々なライター

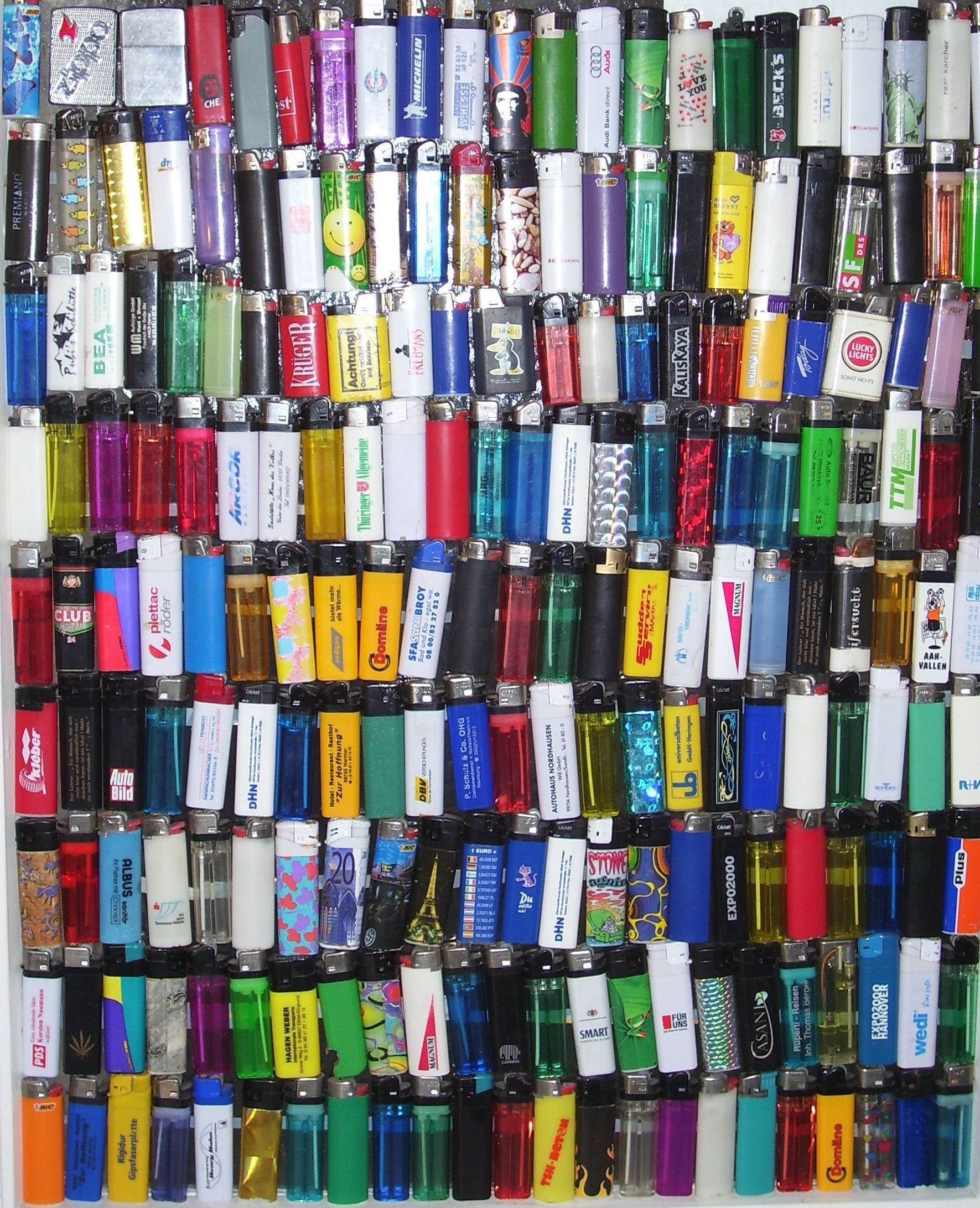
色々なライター

ライター (lighter) は、着火具の一種。狭義には石油化学誘導物を燃料とする手で操作する火炎発生装置のこと。小型のものは、タバコや葉巻に着火するために携帯される代表的な喫煙具の一つである。広義にはオイルライターやガスライターのほかに電熱式やプラズマ式の電子ライターなども含める。

## 概要
ライターは用途では、タバコに火を点けることを目的としたものと、それ以外のもの（点火棒など）に大別される。具体的には、たばこライター、多目的ライター、自動調整式パイプライターなどに分けられる。
たばこライターは、たばこ、葉巻及びパイプへの点火を意図して作られたライターである。
また、多目的ライターは、主にろうそく、暖炉、木炭、ガス燃焼グリル、キャンプ用ストーブランタン、燃焼器具や装備用の燃料、パイロットライトなどへの点火を目的とするライターで、ノズルを完全に伸ばしたときに100mm以上の長さになる手動点火装置を備えたものをいう。
ライターの基本性能の要件を定めた国際規格もISO 9994及びISO 22702に分かれており、日本産業規格（旧・日本工業規格）との関係では、ISO 9994がたばこライター（JIS S 4801）、ISO 22702が多目的ライター（JIS S 4802）と対応している。

## 種類

### 燃料による分類

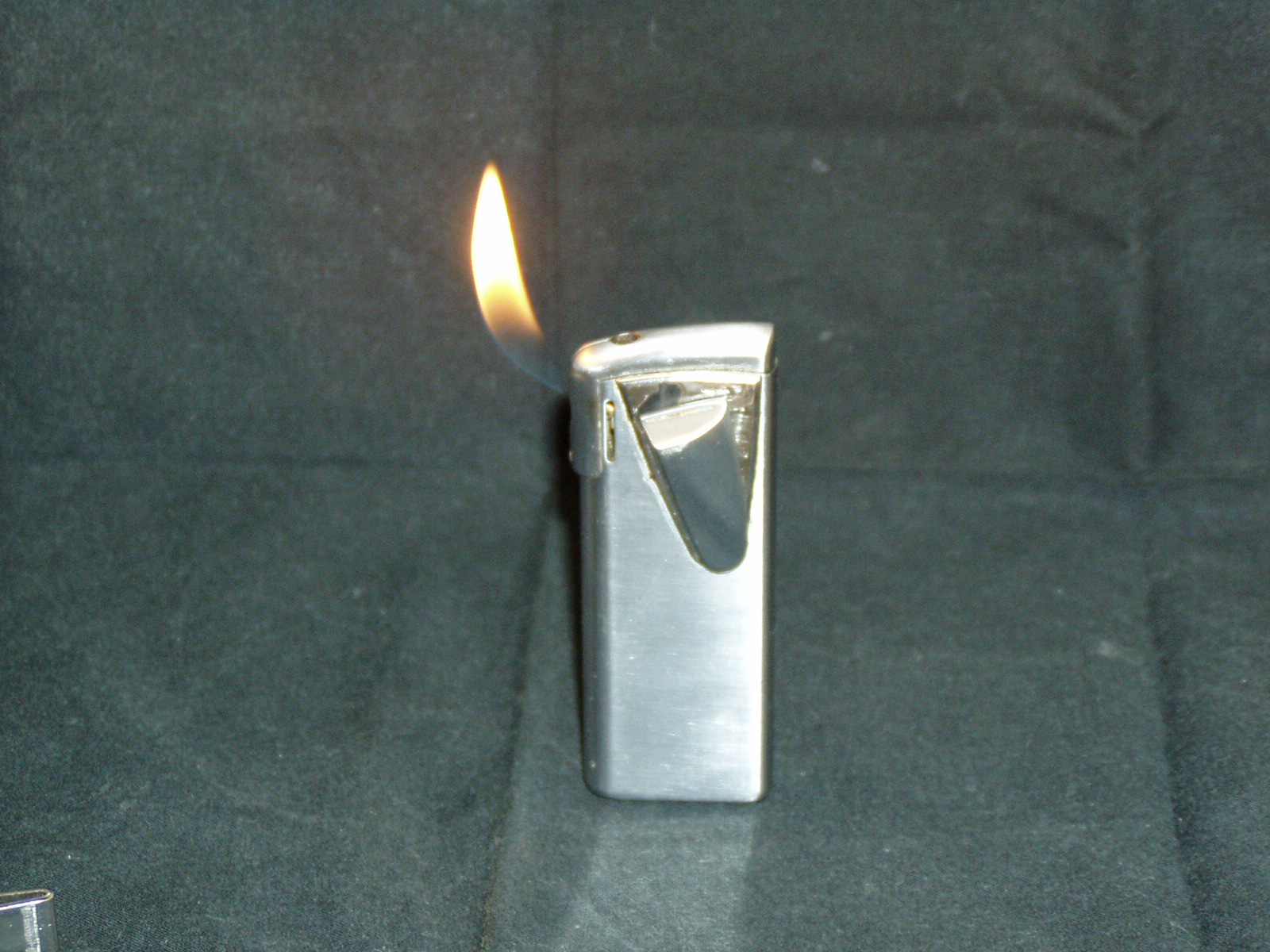
パイプ喫煙用のガスライター。横に炎が出る。

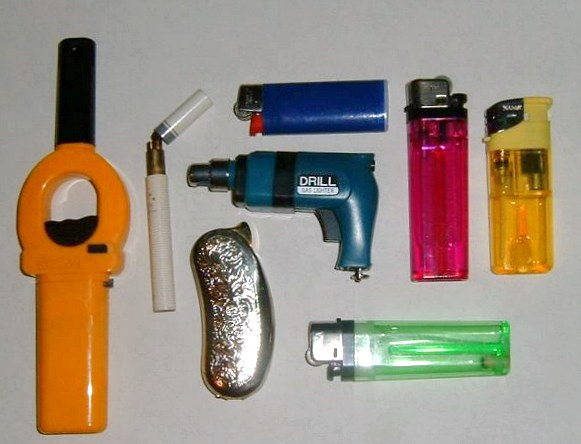
使い捨てライターのバリエーション

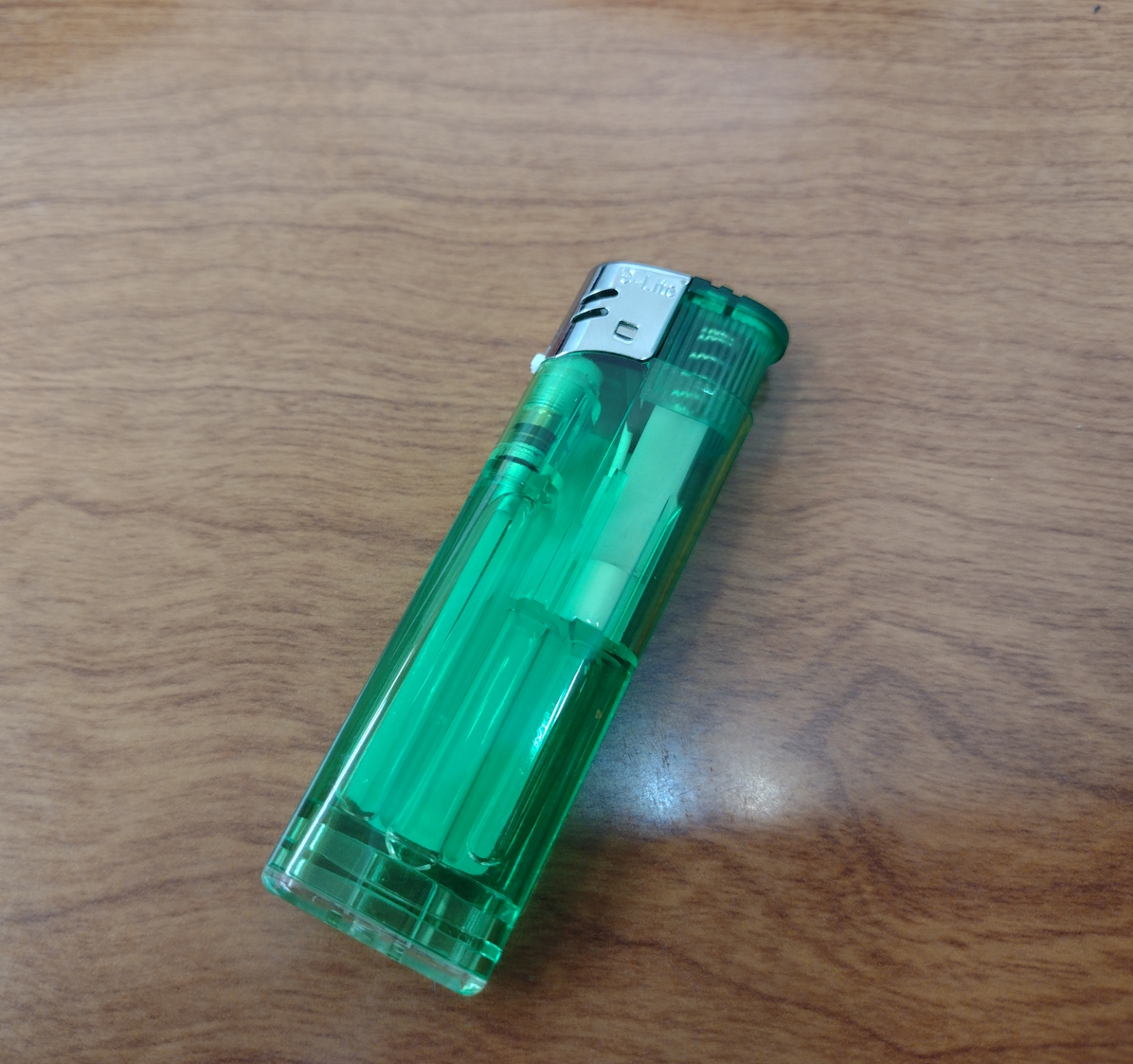
使い捨ての液化ガス式ライター

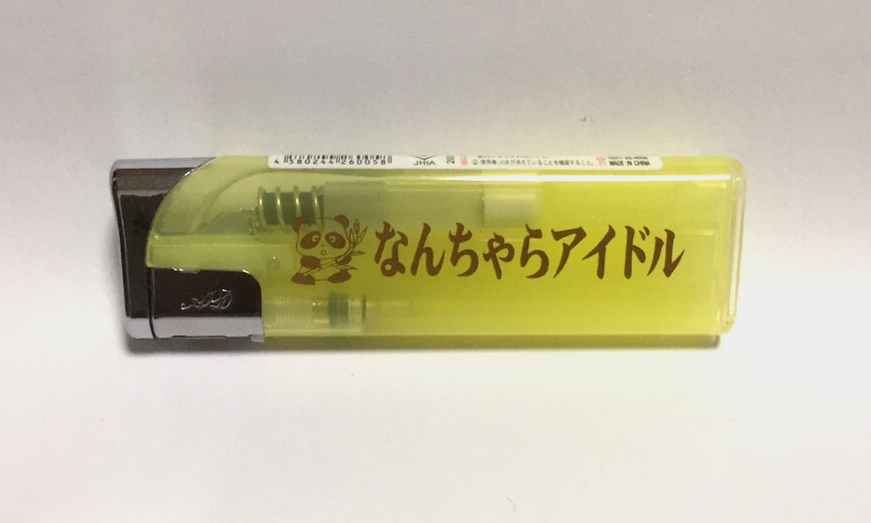
ライターのノベルティ例　胴体部分になんちゃらアイドルの銘が入れられている

ガスライター
ガスを燃料とするライター。JISでは「ガスライター」は「24℃でゲージ圧が103kPaを超えるn-ブタン、イソブタン及びプロパンのような液化炭化水素を燃料として用いるライター」と定義されている。ガスライターに使用されているガスは、ブタンを主成分とする液化石油ガスであるが、組成はメーカーごとに異なる。

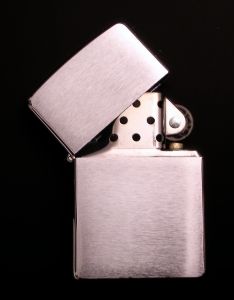
オイルライター
オイルを燃料とするライター。JISでは「液体ライター」として「24℃でゲージ圧が34.5kPaを超えないヘキサン系のような液化炭化水素を燃料として用いるしんが露出しているライター」と定義されている。イムコ、ジッポー、ロンソンなどのブランドが有名。
なお、オイルライターやガスライターと区別される電熱式やプラズマ式の電子ライターについては後述する。

### 再充填等の可否による分類
注入式ライター（refillable lighter）
外部の容器から燃料となるガスまたはオイルを再充填したり、新しいカートリッジタンクを差し込んで再注入することができるようになっているライター。
使い捨てライター（ディスポーザブルライター、disposable lighter）
充填された燃料を使用し、燃料の再充填やフリント交換ができないライター。燃料補充の手間がかからないことと、非常に安価な製品（いわゆる百円ライター）が1970年代半ば以降 普及したため、現在のライター製品の主流となっている。

### 着火方式による分類

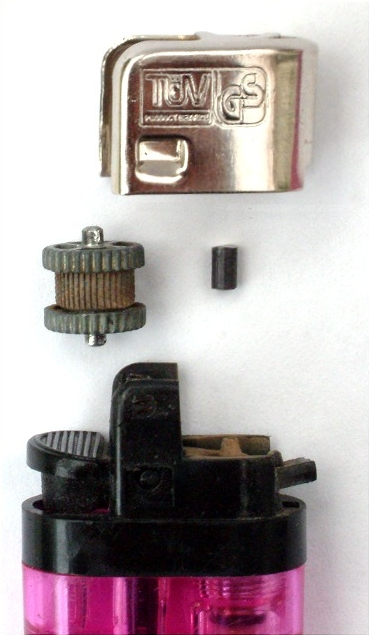
フリントによる点火機構
中央左側 : ヤスリ状の回転ドラム
中央右側 : フリント（火打石）

フリントライター
フリントとやすりの摩擦で発生した火花で燃料のガスやオイルを着火させるライター。一般的に「フリントライター」という場合はガス燃料のフリント式ライターをいう。ライター用のフリントとして用いられているのは鉄と希土類元素の合金である。セリウムなどの希土類元素の金属混合物は比較的耐食性があり、発火しやすい性質があるが、柔らかすぎるという難点がある。そこで鉄粉30 %を加え、長期保存できるように表面をラッカー塗装したものを用いている。詳細はフェロセリウムも参照。
電子ライター
衝撃を加えると高電圧を発生する圧電装置により火花放電を起こして燃料のガスに着火させるライター。注入式の電子ライターは燃料を補給することで長期間使用することができる。圧電素子として古くは水晶・ロッシェル塩などが知られたが、ライター用の着火装置として普及しているものは起電性や耐久性に優れたチタン酸鉛、ジルコン酸鉛、ニオブ酸マグネシウム酸鉛の三元系電圧磁器である。
なお、燃料の着火方式ではなく、オイルライターやガスライターと区別して電熱式やプラズマ式を「電子ライター」として分類することもある（電熱式やプラズマ式の電子ライターについては後述）。
電池ライター
内蔵の小型電池（ボタン型電池）により火花放電を起こして燃料のガスに着火させるライター。電池は交換可能である。
ガスライターの着火方式にはフリント式、電子式、電池式がある。一方でオイルライターの着火方式はフリント式のみである。
なお、着火方式はヤスリ式、電子式の直押し式（着火レバーが直押し式）、電子式のスライド式（着火レバーがスライド式）に分類されることもある。

### 燃焼方式による分類
プリミキシングライター（規格上はプリミキシングバーナーライター）とポストミキシングライター（規格上はポストミキシングバーナーライター）がある。
プリミキシングライター
予め供給前に燃料と空気とを燃焼に適する混合ガスとして混合しておき、これを燃焼筒内部に供給してして完全燃焼させるもの。「ターボライター」や「フレームレスライター」などと呼ばれる内燃ライターやジェット・バーナーフレーム式ライターなどをいう。日本で開発・商品化されて普及したタイプで高温の炎を得ることができ、風の影響を受けにくいなどの特徴がある。
ポストミキシングライター
空気が燃焼の時点で供給され、燃焼時に燃料と空気の混合が行われるもの。
前者は内燃式（ターボ式及びジェット式）、後者は100円ライターなどで採用されており通常式（外燃式）ともいう。
ターボライターには電熱線の表面にアルミナや白金触媒を施した触媒線を用いた触媒ライターもある。白金などの触媒を用いた場合、約190℃の低温でも燃焼させることができ、人の呼吸、野外での強風、標高2500メートル以上の高山登山などの影響を受けにくく完全着火することができる。

## 電子ライター
オイルライターやガスライターと区別して、電熱式やプラズマ式の電子ライターが分類されることがある。なお、電子ライターはオイルライターやガスライターの燃料の着火方式の分類に用いられることもある（燃料を用いたものは先述）。

### 電熱式
電熱線に通電し赤熱させて、タバコや葉巻を接触して点火する。炎が無いので風の影響がほぼ無い。

#### 車載用
電熱式の車載用シガーライターはアメリカで1920年代中期以降にアフターパーツとして出現、1950年代には純正装備として普及した。

#### 携帯用
1940 - 1950年代に流行した。電熱線が赤熱できるだけの電流を流さねばならず比較的容量の大きな電池を必要としたため、電池が重く電池の持ちもあまりよくなかったために、今日では一次電池を用いるものはほとんどない。日本でも、立石電機株式会社（現・オムロン）が1948年（昭和23年）当時に製造・販売していた。

### プラズマ式
プラズマライターは点火ボタンを押している間にのみ電極間で放電してプラズマアークが形成され、ライター自体からは炎を出さずに物体を燃焼させる電子ライターの一種である。USB式充電で容易に充電することができる。

## 歴史
17世紀には初期のピストルの発火機構を応用した火口ピストルが発明され、最初の機械式ライターといわれている。
ヨーロッパでは17世紀末にはフリントロック式銃の機構を利用して火口に点火する thinder lighter あるいは tinder pistol と呼ばれるものが発明されていた。
1770年にはパリのルイ・ヨセフとフランソワ・デュモンが圧縮した空気で着火するピストン式ライターを発明した。
近代的なライターの開発は、1903年にカール・ヴェルスバッハが、高効率の火打石の合金を発明し特許を取得したことから盛んになった。1913年には、ロンソン社が現代のライターの原型を製造、販売を開始。1932年にはアメリカでジョージ・ブレイスデルが耐風ライターのジッポーを発明。
1946年、フランスのフレミネール（FLAMINAIRE）が液化気体燃料を使ったガスライターを発明。着火性の良さと燃料の持ち、臭いの少なさなどのメリットによりライターの主流になった。
1965年、フランスのBIC社が樹脂製の燃料槽を持つ安価な使い捨てガスライターを開発。高級ライターが主流だった時代は人前で使うことを嫌う人もいたが、マッチに変わる手軽な点火器として急速に普及した。日本では1977年に消費生活用製品安全法で携帯用簡易ガスライターとして認定され、国産化が進んだ。

### 日本
最初に実用化されたライターは、1772年（安永元年）に平賀源内の発明した、火打石にバネ仕掛けの小さなハンマーを打ち付けて点火する、モグサを燃料として使用した物である。このフリントロック式銃の点火機構によく似た「刻みたばこ用点火器」は広く普及したという記録も無いが、当時の好事家には大変好まれたらしい。1827年に考案されたマッチより歴史が古い。
なお鉄砲研究家の澤田平によると鉄砲火打と呼ばれる携帯型ライターが寛永年間（1624年〜1645年）に日本各地の時計師、鉄砲鍛冶師によって製作されていた。
日本では18世紀にポケットライターの原型ともいえる「もぐさ点火用火付け器」が作られ、大野弁吉の作と伝えられている。
近代に入るとマッチ工業が盛んになり、点火器は忘れられていた。ライターの国産化は1914年（大正3年）日本郵船会社の船員であった本城真玄がアメリカで入手したオイルライターを参考に生産を始めたのが始まりで、魔法燐寸の名で売り出した。フリントだけは自製できずドイツから輸入したが、その後国産化に成功した。

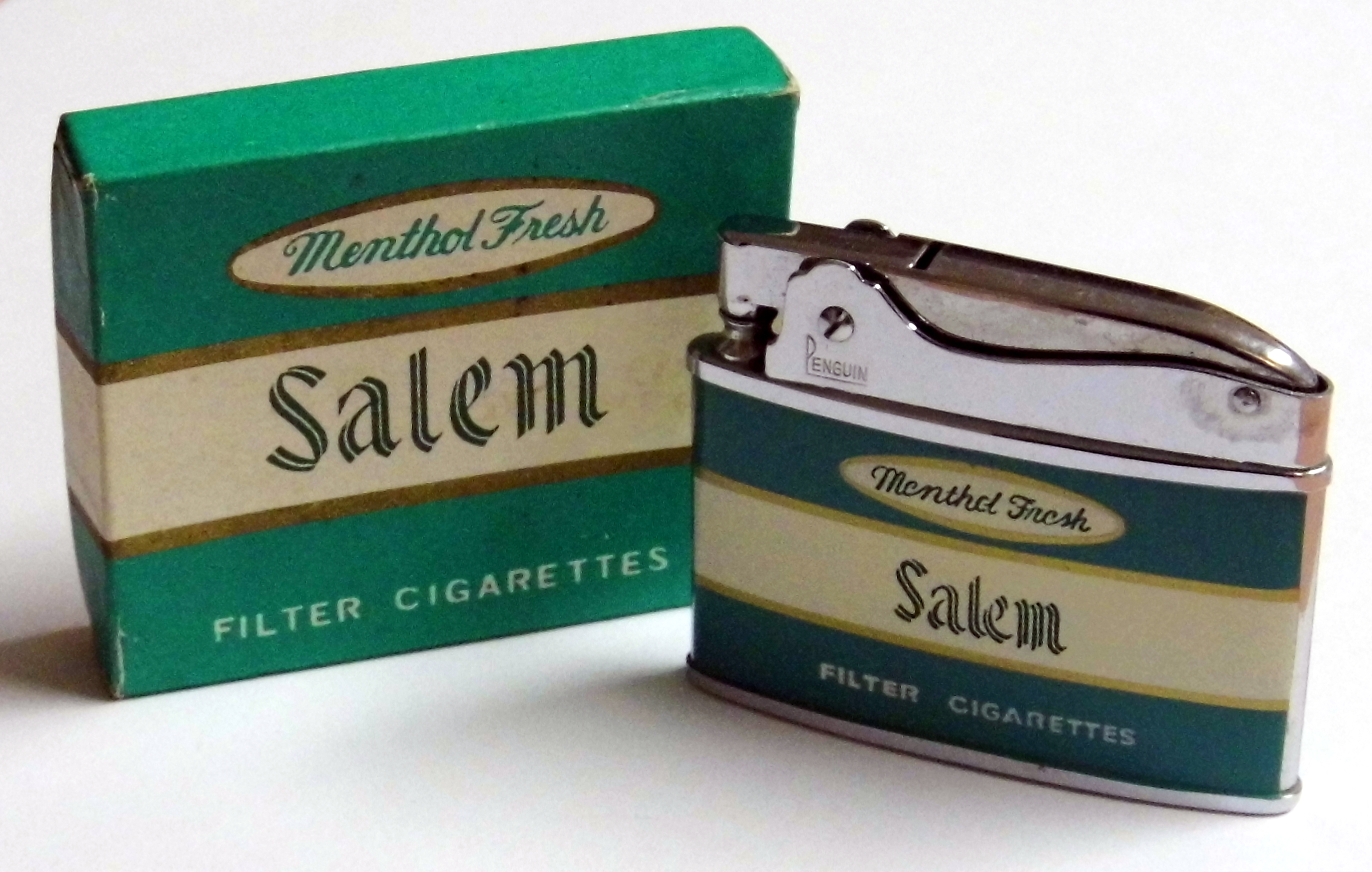
アメリカではタバコ会社のノベルティとして日本製のオイルライターを使用した（ペンギン製）

1941年、日本におけるオイルライターの生産は第二次世界大戦の開戦により中止された。フリントに使われるセリウムはサーチライトに使われるアーク灯の電極として使用されている。終戦後、進駐してきた米軍人が使うオイルライターに刺激を受けて生産が再開された。朝鮮戦争期にはピストル型やカメラ型のライターのような変形ライターが駐留軍人に土産物として受け、以降の輸出に繋がった。
1959年時点で国産ライターの生産量のうち８割が輸出されていた。この頃アメリカでノベルティとしてタバコの柄をデザインしたライターがアメリカで出現し、安価な日本製を使用した。年間600万ダース以上を出荷する一大ブームとなったが1961年頃に収束し、生産体制を拡張していた国内メーカーは大きな打撃を受けた。
また、国産メーカーは業績伸長著しい北米市場において、同市場に於ける地位の巻き返しを図るロンソンによる複数の民事訴訟にも直面した。1950年代以降、ロンソンは北米市場に氾濫する自社製品の模倣品の販売業者や製造元に対して特許権侵害訴訟や不正競争防止訴訟を乱発しており、日本企業では1961年に市川産業、1963年にはマルマンがロンソンからの民事訴訟を受けた記録が残されているが、国産各社は1962年に業界団体である財団法人日本ガスライター振興会を発足させ、各社共同でロンソンが生産権を持つゼルウェガー特許を回避すべく、新型のJ-2A型ガスバルブを共同開発。J-2Aを加盟全社で共同採用して大量生産能力を向上させた上(アセンブリー生産方式)で、1966年に日本ガスライター振興会を筆頭に加盟全社がロンソン側に過去の特許権侵害訴訟に対する反訴(集団訴訟)を打った事により、ロンソンによる日本企業に対する訴訟攻勢は遂に終息に至った。これ以降、日本のライター業界の特許管理は日本ガスライター振興会が一括して行う形となり、国産メーカーの国際競争力維持と共に特許侵害訴訟からの防衛体制の確立に寄与する事となった。

## 主なメーカー

### 世界的なブランド
- イムコ - 1918年創業のオーストリアのライターメーカー。元祖オイルライターを製造。
- ロンソン - 1895年創業。世界初の全自動式ライターを開発したライターメーカー。
- ジッポー - 1932年創業のアメリカ合衆国のライターメーカー。防風オイルライターが主。
- エス・テー・デュポン - 「キーン」という独特の開閉音を持つフランスの高級ライターメーカー。

### 日本
- 東海 - 1975年に100円ライターを開発。他にチャッカマンなども有名。
- ライテック - ガスライターや電熱式など。
- 東京パイプ - 1975年に100円ライターを製造開始。
- ウインドミル - 自社ガスライターの製造、およびロンソン等の海外ブランドライターの輸入元。
- ペンギンライター - 自社製品や輸入製品の取り扱い。
- 目黒製作所 - ガスライターの製造
- PRINCE（吉永プリンス）-

## 規格
- 国際規格 ISO 9994:2002[25]
- 欧州規格 EN 13869:2002.[26]
- JIS S 4801、4802、4803

## チャイルド・レジスタンス機構
幼児による誤操作対策を施したチャイルド・レジスタンス（CR）機能をもつものもあり、操作力によるもの（着火レバーの操作に一定の荷重を要するもの）と操作方法によるもの（着火レバーの操作以外に他の操作を必要とするもの）がある。
1990年代、アメリカ合衆国では幼児によるライターを使用した火遊びに起因する事故や火災が問題視されるようになったことから、1994年7月12日以降、幼児の誤使用を防ぐためのチャイルド・レジスタンス機構（CR）を備えないライター、幼児が興味を引かれかねない意匠やギミックを備えたライター（ノベルティ・ライター）の製造・輸入が禁止された。後に同様の問題は欧州でも指摘され、EU圏内でも2002年以降、同様の規制が敷かれている。

### 米国
1994年に消費者製品安全委員会（CPSC）がチャイルドレジスタンス機能に関する安全基準（Consumer Product Safety Standard for Cigarette Lighters（16CER Part 1210））を設け、同年7月12日以降に製造、輸入された製品から適用された。基準が制定された1994年から1998年までの5年間で、ライターを原因とした火災による死傷事故は43%減少したことが報告されている。

### EU
2002年5月25日にチャイルドレジスタンス基準（BSEN 13869 Lighters - Child resistance for lighters, Safety Requirements and 
Test Methods.）が承認され、同年12月までに各国の規格として定められた。
さらに2006年5月12日の欧州委員会決定でライターの安全基準の国際規格であるEN ISO 9994：2002とチャイルドレジスタンス機能のEU基準である13869：2002の双方の義務化が行われた。

### 日本
2010年（平成22年）3月以降、立て続けにライターの悪戯を原因とする幼児の焼死事故が発生したことから、経済産業省が中心となって「消費経済審議会製品安全部会ライターワーキンググループ」により、ライターの機構や形状に関する規制が検討された。
実際に2010年（平成22年）12月27日からは、燃料を使うライターが消費生活用製品安全法の「特別特定製品」に指定され、事業届出、技術基準への適合、登録検査機関による証明書などの義務を履行したうえでPSCマークを表示することが要求されることになった。チャイルドレジスタンス機能はJIS S 4803：2018あるいは同等なものが要求される。（例えば、42 kNの操作力を要するなど）
2011年（平成23年）9月27日より、PSCマークが表示されていない、従来のCR機構を持たない100円ライター、おもちゃのような形状を備えるライターは販売禁止となった。電熱式や2年のメーカー保証を付けた繰り返し利用出来るライターは対象外。2段階式、簡単に着火出来ないライター以外は販売できなくなった（例外規定有り）。
なおこういった機構の採用は複雑化に伴うコスト増加や「使い易さ」の低下が予測されており、握力の低下した高齢者では不便になるとも見られている。過去に使い捨てライター大手の東海はチャイルドレジスタンス機構を採用した製品を150円で「先行販売」したが、売り上げが伸び悩み、製造を中止したこともある。のちに旭電機化成で「チャッカマン」用の、女性や高齢者向け補助具が別に考案発売された。
なおこの規制は使い捨てライターや点火棒（喫煙用ではない長い多目的ライター）で保証期間の短い製品（2年未満）に適用される ため、ライターメーカーの中には逆に道具としての使いやすさを求め高齢者向けとして、敢えてコスト上昇を受け入れ燃料用ガスの再充填が可能な保証期間を2年に設定した、仏壇まわりなどで使いやすい形にした製品を製造・販売しているところもある。